# Zhang Zai
Zhang Zai (xinès tradicional 張載 simplificat 张载 pinyin Zhāng Zǎi, Wade-Giles Chang Tsai, 1020 - 1077) fou un filòsof moral i cosmòleg xinès.
És un dels co-fundadors del neoconfucianisme. Segons la doctrina d'aquest filòsof, tot el que existeix en l'univers es compon de primera matèria, qi, que posseeix la propietat de moviment i repòs. La natura és l'arrel i dona origen a la raó.
El seu escrit més famós és la Inscripció occidental 西銘, un breu assaig anomenat així perquè el va inscriure a la paret occidental del seu estudi. En ell afirma la unitat del jo amb el cosmos i el parentiu de tots els éssers, a partir del Cel i la Terra, que són el pare i la mare. Aquest escrit esdevingué un dels textos de referència més importants del neoconfucianisme.
També va inscriure un text a la paret oriental, que ha rebut el nom d'Inscripció oriental. Tots dos textos són extrets de l'últim capítol de la seva obra cabdal, Redreç de la joventut (Zhengmeng 正蒙).